# Kerkhof van Ruisscheure
Het Kerkhof van Ruisscheure is een gemeentelijke begraafplaats in de gemeente Ruisscheure in het Franse Noorderdepartement. Het kerkhof ligt er rond de Onze-Lieve-Vrouw-Hemelvaartkerk (Église de l'Assomption de Notre-Dame) in het dorpscentrum.

## Britse oorlogsgraven
Op het kerkhof liggen een aantal Britse oorlosgraven uit de Tweede Wereldoorlog. Er bevinden zich bijna 20 graven, waarvan er 14 geïdentificeerd zijn. De graven worden onderhouden door de Commonwealth War Graves Commission. In de CWGC-registers is het kerkhof opgenomen als Renescure Churchyard.